# Tiragem
Tiragem (no contexto de Tipografia) é o nome que se dá à quantidade de exemplares de uma publicação que são depois distribuídos no mercado .  Não é forçosamente o número de leitores , pois as publicações saem em números normalmente maiores do que os que são distribuídos (e há exemplares que não são vendidos e são depois retornados do retalhista ao distribuidor e daí poderão vir a ser destruidos). Por outro lado, em maior ou menor grau, normalmente cada exemplar é lido por mais de uma pessoa, especialmente nas publicações mais generalistas, ou quando são disponibilizados em locais públicos, como cafés, consultórios, estabelecimentos comerciais, bibliotecas ou associações. É frequente uma família partilhar o mesmo jornal ou revista. 
No contexto actual da distribuição digital de obras, o termo a usar será  Número de acessos. (inglês: "Page View").